# Coppa del Re 2015-2016 (calcio a 5)
La Coppa del Re 2015-2016 è stata la 6ª edizione del torneo e si è disputata dal 29 settembre 2015 al 7 maggio 2016. Partecipano alla competizione tutte le società di Primera División e Segunda División (a eccezione del Prone Lugo e delle seconde squadre di Barcellona e ElPozo Murcia) oltre ad alcune squadre della Segunda División B, per un totale di 42 formazioni. Il torneo è stato vinto, per la prima volta, da ElPozo Murcia.

## Risultati

### Turno preliminare
Gli accoppiamenti del turno preliminare sono stati decisi tramite sorteggio; gli incontri si sono disputati il 22 e il 23 settembre 2015 in gara unica.
| Squadra 1                 | Risultato       | Squadra 2            |
| ------------------------- | --------------- | -------------------- |
| Universidad de Valladolid | 0 - 5           | Zamora               |
| Triana                    | 6 - 4           | Hércules San Vicente |
| Atlético Mengíbar         | 0 - 2           | Cartagena            |
| Silver Novanca            | 3 - 0           | Melilla              |
| Pío-Pío Temisas           | 14 - 4          | Fonononos Gomerón    |
| El Pino/Los Álamos        | 1 - 9           | Talavera             |
| Bembrive                  | 2 - 1           | Rivas                |
| AEJ Riera                 | 3 - 3 (?-? dtr) | Pallejà              |
| Escola Pía                | 6 - 3           | Pinseque             |
| Zierbena                  | 9 - 3           | Colo Colo Saragozza  |

### Sedicesimi di finale
Gli accoppiamenti dei sedicesimi di finale sono stati decisi tramite sorteggio; gli incontri si sono disputati tra il 29 settembre e il 6 ottobre in gara unica.
| Squadra 1       | Risultato       | Squadra 2      |
| --------------- | --------------- | -------------- |
| Narón           | 3 - 8           | Xota           |
| Zierbena        | 2 - 3           | Ribera Navarra |
| Segovia         | 3 - 3 (3-4 dtr) | Peñíscola      |
| Triana          | 2 - 6           | Jaén           |
| Pallejà         | 1 - 7           | Palma          |
| Betis           | 7 - 4           | UMA Antequera  |
| Bembrive        | 4 - 2           | Santiago       |
| Valdepeñas      | 3 - 2           | Elche          |
| Talavera        | 3 - 6           | ElPozo Murcia  |
| Zamora          | 1 - 8           | S10 Saragozza  |
| Silver Novanca  | 3 - 2           | Levante        |
| Cartagena       | 5 - 4           | Jumilla        |
| Gáldar          | 2 - 9           | Inter          |
| O Parrulo       | 1 - 3           | Burela         |
| Pío-Pío Temisas | 0 - 15          | Barcellona     |

### Ottavi di finale
Gli accoppiamenti degli ottavi di finale sono stati decisi tramite sorteggio; gli incontri si sono disputati il 13 e 14 ottobre 2015 in gara unica.
| Squadra 1      | Risultato | Squadra 2     |
| -------------- | --------- | ------------- |
| Ribera Navarra | 3 - 2     | Burela        |
| Valdepeñas     | 0 - 2     | Palma         |
| Cartagena      | 0 - 6     | ElPozo Murcia |
| Bembrive       | 3 - 7     | SC García     |
| Silver Novanca | 3 - 4     | Peñíscola     |
| Jaén           | 3 - 2     | S10 Saragozza |
| Barcellona     | 4 - 1     | Xota          |
| Betis          | 2 - 4     | Inter         |

### Quarti di finale
Gli accoppiamenti dei quarti di finale sono stati decisi tramite sorteggio; gli incontri si sono disputati il 27 ottobre 2015 in gara unica.
| Squadra 1      | Risultato | Squadra 2     |
| -------------- | --------- | ------------- |
| Ribera Navarra | 3 - 2     | SC García     |
| Inter          | 1 - 2     | Palma         |
| Barcellona     | 6 - 2     | Peñíscola     |
| Jaén           | 0 - 4     | ElPozo Murcia |

### Semifinali
Gli accoppiamenti delle semifinali sono stati decisi tramite sorteggio; gli incontri di andata si sono disputati il 4 novembre 2015 mentre quelli di ritorno, a campi invertiti, il 23 febbraio 2016.
| Squadra 1      | Totale | Squadra 2     | Andata | Ritorno |
| -------------- | ------ | ------------- | ------ | ------- |
| Ribera Navarra | 4 - 11 | ElPozo Murcia | 1 - 8  | 3 - 3   |
| Barcellona     | 4 - 6  | Palma         | 1 - 2  | 3 - 4   |

### Finale
La finale del torneo, giocata in gara unica, si è disputata il 7 maggio 2016 presso il Palacio Municipal de los Deportes San Pablo di Siviglia.
| Arbitri: | Gutiérrez Lumbreras Peña Díaz |

|                               |           |                           |
| Jé 11’ Yepes 32’ Miguelín 46’ | Marcatori | 23’ Taffy 29’ S. González |